# Bossingham
Bossingham är en ort i grevskapet Kent i sydöstra England. Orten ligger i distriktet Canterbury och civil parishen Upper Hardres, cirka 9 kilometer söder om Canterbury. Tätorten (built-up area) hade 380 invånare vid folkräkningen år 2021.